# 카츠베 노부유키
카츠베 노부유키(Nobuyuki Katsube, 1938년 5월 23일 ~ )는 일본의 배우, 일본의 성우, 텔레비전 배우이다.
도쿄에서 태어났다.

## 방송
- 감사역 노자키 슈헤이
- 세상의 소금
- 링크
- 왜 너는 절망과 싸웠는가
- 장수 경쟁!

## 영화
- 굴거리 나무 (2018년)
- 쿠미코, 더 트레져 헌터 (2014년) - 사카가미 역
- 불모지대 (2009년)
- 물에 빠진 물고기 (2001년)
- 2009 로스트 메모리즈 (2001년) - 전무이사 역